# Bella ciao - Italian Combat Folk for the Masses
Bella ciao - Italian Combat Folk for the Masses è il decimo album dei Modena City Ramblers (il nono in studio), uscito il 25 gennaio 2008 dalla Mescal.

## Descrizione
L'album è appositamente pensato per il mercato estero, per questo contiene vecchi brani dei Ramblers selezionati dal produttore Terry Woods, alcuni sono tradotti e riarrangiati.
Il titolo pensato durante le registrazioni era "Tunes from the Bunker", si può trovare traccia di quest'idea iniziale sulla copertina del disco: sui cartelloni pubblicitari c'è infatti scritto Tracks from the Bunker. Il Bunker in questione è la sala di registrazione di Rubiera dove il disco è stato inciso.
Il disco è dedicato a Luca Giacometti.

## Tracce
1. Partisan's Bella Ciao
2. La Banda del sogno interrotto
3. La fiola[1]
4. Music of the Time[2]
5. Viva la Vida
6. Ebony[3]
7. El Presidente
8. Una perfecta excusa
9. Clan Banlieue
10. Mia dolce rivoluzionaria
11. Cento Passi
12. Mondina's Bella Ciao
13. Roisin the Bow (Trad.)

## Formazione
- Arcangelo "Kaba" Cavazzuti - percussioni, chitarra folk, pianoforte, basso in Una Perfecta Excusa, cori
- Franco D'Aniello - flauto, tin whistle, tromba, sassofono, cori
- Massimo "Ice" Ghiacci - basso elettrico ed acustico, cori
- Luca "Gaby" Giacometti - bouzouki, mandolino, banjo, cori
- Francesco "Fry" Moneti - chitarra elettrica, violino, oud, cori
- Davide "Dudu" Morandi: voce
- Betty Vezzani: voce
- Roberto Zeno - batteria, percussioni, pianoforte, cori

## Collaborazioni
- Terry Woods - mandolino in Music of the Time e El presidente; chitarra folk e cori in Roisin the Bow
- Massimiliano Fabianelli - fisarmonica in Clan Banlieue, Mia dolce rivoluzionaria e Roisin the Bow; tromba in Viva la Vida, Una perfecta excusa e Mia dolce rivoluzionaria